# Chi (Einheit)
Chi (chinesisch 尺, Pinyin chǐ) ist ein traditionelles chinesisches Längenmaß. In der Volksrepublik China ist es heute auf exakt 1/3 Meter festgelegt. Im englischen Sprachgebrauch wird es auch als Chinesischer Fuß bezeichnet.